# Redelga de la Valduerna
Redelga de la Valduerna es una localidad española del municipio de Villamontán de la Valduerna, en la provincia de León, comunidad autónoma de Castilla y León. El pueblo se encuentra al oeste del municipio, próximo al río Duerna, entre las localidades de Miñambres de la Valduerna y Ribas de la Valduerna. Se accede a la localidad a través de la carretera local que une Miñambres de la Valduerna con Palacios de la Valduerna.
La iglesia está dedicada a La Asunción.

## Localidades limítrofes
Confina con las siguientes localidades:
- Al noreste con Palacios de la Valduerna.
- Al sureste con Ribas de la Valduerna.
- Al oeste con Miñambres de la Valduerna.
- Al noroeste con Castrotierra de la Valduerna.

## Historia
Así se describe a Redelga de la Valduerna en el tomo XII del Diccionario geográfico-estadístico-histórico de España y sus posesiones de Ultramar, obra impulsada por Pascual Madoz a mediados del siglo XIX:

Lugar en la provincia de León, partido judicial de la Bañeza, diócesis de Astorga, audiencia territorial y capitanía general de Valladolid, ayuntamiento de Palacios de la Valduerna. Situado en terreno pantanoso e insalubre, por las tercianas que se padecen. Tiene 22 casas; iglesia parroquial (Santa María) servida por un cura de ingreso y libre provisión, y buenas aguas potables. Confina con Santa Colomba de la Vega, San Mamés y San Pelayo y la Viña. El terreno es de mediana calidad y de regadío en mucha parte. Los caminos son locales, excepto el que dirige a Astorga; recibe la correspondencia de la cabeza del partido. Producciones: granos, legumbres, lino y pastos; cría ganados y alguna caza y pesca. Industria: telares de lienzos caseros. Población: 22 vecinos, 88 almas. Contribución: con el ayuntamiento.
Diccionario geográfico-estadístico-histórico de España y sus posesiones de Ultramar

## Demografía
Evolución de la población
| Gráfica de evolución demográfica de Redelga de la Valduerna entre 2000 y 2017 |
|                                                                               |
| Población de derecho (2000-2017) según el padrón municipal del INE            |